# ビリー・レイ
ビリー・レイ (Billy Ray、1963年 - ) は、アメリカ合衆国の脚本家・映画監督。妻のステイシー・シャーマンも脚本家・映画監督。

## 来歴
1994年に公開された『薔薇の素顔』でデビュー。同年放送が開始されたSFドラマ『アース2』で当初より脚本に参加する。
2003年に『ニュースの天才』で監督デビュー。次ぐ監督作品『アメリカを売った男』は2007年に公開された。ともに近年の実在の事件を描いた社会派映画で、高い評価を得た。
2010年2月、20世紀フォックスは同社のテレビシリーズ『24 -TWENTY FOUR-』の映画化の脚本にレイを起用したと発表した。また2010年10月には、第82回アカデミー賞で外国語映画賞を受賞したアルゼンチンの映画『瞳の奥の秘密』のワーナー・ブラザースによるリメイクの監督に決定したことが報じられた。

## フィルモグラフィ
- 薔薇の素顔 Color of Night (1994)
- アース2 Earth 2 (1994-1995) - テレビ
- シューター The Shooter (1995)
- ボルケーノ Volcano (1997)
- スキャンダル Legalese (1998) - テレビ
- ジャスティス Hart's War (2002)
- ニュースの天才 Shattered Glass (2003) 監督、脚本
- サスペクト・ゼロ Suspect Zero (2004)
- フライトプラン Flightplan (2005)
- アメリカを売った男 Breach (2007) 監督、脚本
- 消されたヘッドライン State of Play (2009)
- ハンガー・ゲーム The Hunger Games (2012)
- キャプテン・フィリップス Captain Phillips (2013)
- シークレット・アイズ Secret in Their Eyes (2015) 監督、脚本
- オーヴァーロード Overlord (2018)
- ジェミニマン Gemini Man (2019)
- リチャード・ジュエル Richard Jewell (2019)